# Ё
Ё je cirilska črka, ki se je razvila iz grške črke Ε. Izgovarja se kot jo in se tako prečrkuje v latinico ali pa z latinsko črko ë, ki je prisotna v francoščini, albanščini, nizozemščini in v drugih jezikih.